# Mark Tatulli
Mark Tatulli (1963, Mount Vernon, Nueva York) es un historietista y realizador de películas de Estados Unidos. Ha ganado tres Premios Emmy. Actualmente trabaja para Banyan Productions. Vive en Nueva Jersey con su esposa e hijos.

## Historietas
- Bent Halos
- Heart of the City (desde el 23 de noviembre de 1998)
- Liō (desde el 15 de mayo de 2006)

## Filmografía
- Trading Spaces (HGTV, postproducción)
- A Wedding Story (Discovery Channel/The Learning Channel, postproducción)